# Global News: BC 1
Global News: BC 1 (ou BC 1) est une chaîne de télévision canadienne spécialisée de catégorie B de nouvelles en continu, détenue par Corus Entertainment. Elle se concentre sur les nouvelles régionales en Colombie-Britannique, mais fourni également des nouvelles nationales et internationales.

## Histoire
Le 11 janvier 2012, Shaw Media a annoncé son intention de lancer une chaîne de télévision de nouvelles en continu pour la province de la Colombie-Britannique (le premier au Canada situé à l'extérieur de l'Ontario), qui sera opérée dans les studios de la station CHAN-DT (affilié au réseau Global) de Vancouver, avec une date de lancement prévue de l'été 2012.
La chaîne a été approuvée par le Conseil de la radiodiffusion et des télécommunications canadiennes (CRTC) le 20 juillet 2012 sous le nom provisoire Global News Plus BC, décrit comme « un service régional de catégorie B spécialisé de langue anglaise offrant un mélange de nouvelles locales et régionales, et de l’information sur la circulation, la météo, les affaires, les sports et le divertissement, en vue de desservir les résidents de la Colombie-Britannique et en particulier le marché étendu de Vancouver–Victoria tel que défini par Sondages BBM Canada ». Le même jour, Shaw Media annonce son plan révisé de lancer la chaîne au début de 2013 sous son nom actuel.
Le lancement a eu lieu le 14 mars 2013 à 9 h avec l'émission AM/BC.

## Format
Global News: BC 1 contient un affichage « L-cadre » en bas et à droite de l'écran de l'écran, avec les manchettes de la journée, ainsi que les conditions météorologiques, les résultats sportifs et les indices de marché, avec des bannières de publicité intercalés. La chaîne diffuse aussi simultanément le bulletin de nouvelles de CHAN-DT huit heures par jour pendant la semaine et six heures par jour le week-end. La chaîne ne diffuse pas de bulletins de nouvelles produites par Global Okanagan - qui dessert la région de l'Okanagan en Colombie-Britannique, bien que les journalistes de cette station peuvent contribuer du contenu pour la chaîne.